# David Padilla Arancibia
David Padilla Arancibia (Sucre, 13 agosto 1927 – La Paz, 25 settembre 2016) è stato un politico e generale boliviano. È stato Presidente della Bolivia de facto dal 24 novembre 1978 all'8 agosto 1979.